# 2006 QQ23
2006 QQ23 là một tiểu hành tinh kích thước dưới 1 km, được phân loại là vật thể gần Trái Đất của nhóm Aten có khả năng gây nguy hiểm chỉ khi quỹ đạo tiến triển qua hàng thiên niên kỷ. Nó được Khảo sát Siding Spring quan sát lần đầu tiên vào ngày 21 tháng 8 năm 2006. Vào ngày 10 tháng 8 năm 2019, thiên thể đã bay an toàn ngang qua Trái Đất từ khoảng cách 7,4 triệu kilômét (4,6 triệu dặm). Với cung quan sát 12 năm, nó có quỹ đạo được xác định rõ và không phải là mối đe dọa trong tương lai gần.

## Khám phá
2006 QQ23 được Khảo sát Siding Spring tại Đài Thiên văn Siding Spring ở Úc quan sát lần đầu tiên vào ngày 21 tháng 8 năm 2006..

## Quỹ đạo và phân loại
2006 QQ26 được phân loại là một tiểu hành tinh Aten, có nghĩa rằng nó là một tiểu hành tinh gần Trái Đất bay ngang qua quỹ đạo Trái Đất ở hai điểm và có chu kỳ quỹ đạo dưới một năm. Do nó sẽ bay tới gần hơn phạm vi 0,05 đơn vị thiên văn (au) của Trái Đất (MOID) và có cấp sáng tuyệt đối (H) dưới 22,0 2006 QQ23 nên nó được coi là một vật thể có khả năng gây nguy hiểm.
Nó quay quanh Mặt Trời ở khoảng cách 0,57–1,03 au trong vòng chưa đầy 9 tháng (263 ngày; bán trục chính 0,80 au). Quỹ đạo của nó có độ lệch tâm là 0,28 và độ nghiêng 3,4 ° so với đường hoàng đạo. Cung quan sát của nó bắt đầu từ lần quan sát đầu tiên tại Đài Thiên văn Siding Spring vào ngày 21 tháng 8 năm 2006.

### Tiếp cận gần trong năm 2019
Vào hồi 7:23 sáng UTC ngày 10 tháng 8 năm 2019, 2006 QQ26 đã bay an toàn ngang qua Trái Đất ở khoảng cách 0,04977 au (7.445.000 km), với vận tốc 4,67 km/s (16.800 km/h). Tiểu hành tinh này được tìm lại vào ngày 14 tháng 7 năm 2019 và điều này kéo dài cung quan sát của nó từ 8 năm lên 12 năm, và do đó nó có độ không chắc chắn rất nhỏ trong lần tiếp cận gần năm 2019. Khoảng không chắc chắn trong lần tiếp cận gần này là ± 60 km.

## Tính chất vật lý
Dựa trên cấp sáng tuyệt đối 20,1 2006 QQ23 được ước tính có đường kính 250-570 mét khi giả định suất phản chiếu nằm trong khoảng từ 0,05 (tiểu hành tinh kiểu C - cacbon) đến 0,26 (tiểu hành tinh kiểu S - silic).